# イナズマイレブン 英雄たちのヴィクトリーロード
『イナズマイレブン 英雄たちのヴィクトリーロード』（イナズマイレブン えいゆうたちのヴィクトリーロード、英：INAZUMA ELEVEN: Victory Road）は、レベルファイブより2025年11月14日に発売予定のゲームソフト。および、それを原作としたクロスメディア作品。Nintendo Switch 2 / Nintendo Switch / PlayStation 5 / PlayStation 4 / Xbox Series X/S / Steamのマルチプラットフォームで展開される。「イナズマイレブンシリーズ」第7弾となる。ジャンルは「収集・育成サッカーRPG」。キャッチコピーは「くすぶる雲よ イナズマとなれ」。
当初のタイトルは『イナズマイレブン アレスの天秤』（イナズマイレブン アレスのてんびん）で、2018年には同タイトルの漫画とテレビアニメがそれぞれ連載・放送されたが、2019年9月27日の『イナズマイレブン 英雄たちのグレートロード』（略称：イナグレ）への改題を経て、2022年7月21日に現タイトルへ2度目の改題が行われた。
後述するようにゲームの開発は難航し、度重なる発売延期を行い、開発上の事情によりタイトルのみではなく様々な点を刷新した関係で一から制作体制が仕切り直されており、事実上『アレスの天秤』とは異なる新規のタイトルとして制作される。

## 概要

### 制作発表
『イナズマイレブン』シリーズの新プロジェクトタイトルで、2016年7月27日に開催された『LEVEL5 VISION 2016 -NEW HEROES-』で正式発表された。
なお、正式発表する前から2016年3月7日・5月2日にレベルファイブ代表取締役の日野晃博が自身のTwitterで同シリーズの新作を匂わせる情報や本作のキャラクターの画像を公開したり、6月24日にニコニコ生放送・YouTube Liveで配信された『レベルファイブ公式生放送SP 情報先出し！「妖怪ウォッチ3」&「LEVEL5 VISION 2016」』で本作のキャラクターや舞台設定の画像などが公開されていた。
2023年3月9日、オンライン新作発表会『LEVEL5 VISION 2023 鼓（つづみ）』にてティザーPVが公開され、ゲーム内アニメーション制作はMAPPAが担当することや新キャラクター・円堂ハルが発表された。また、これまでのシリーズで音楽を担当していた光田康典は本作に関わってないことがプロキオン・スタジオのTwitterで判明している。9月23日、『東京ゲームショウ2023』でのレベルファイブ特別ステージイベント「主演声優発表！出張イナズマウォーカー in TGS」にて、笹波雲明、円堂ハルたち主要キャラクター7人の担当声優が発表された。24日、日本ゲーム大賞2023「フューチャー部門」を受賞。

### 度重なる発売延期とタイトル変更
2018年12月25日、日野が発売延期に関する公式見解を公開。過去のシリーズは社内の開発で制作していたが、本作は制作期間の都合もあり、社外の開発会社との共同プロジェクトとして進行していたという。しかし、その開発会社は、実際には本作を制作できる規模の人数がいないにもかかわらず、開発を引き受けてしまったことが発覚。レベルファイブ側も進捗管理を行っていたものの隠されていた点もあり、事態に気付いたときには、予定のスケジュールに到底間に合わない状況だったことが明かされた。2019年のインタビューでは、会社として「ゲームをより良くする」という信念を強く持っており、社内に評価機関を設置して、出来上がったゲームに厳しいチェックをかけ、評価が高くない場合には再調整を行うプロセスがあったが、その調整を繰り返したため、予定通りに発売できないという事態が起きてしまったことも明かされている。「良いゲームを作るプライドはもちろん大事で、今後も持ち続けたいと思いますが、同時に開発力の強化を行わなければならない。チェックを受け、調整を繰り返してもしっかりソフトを出せるバランスの良い開発体制が重要だと実感した1年でした。今、会社の体制を段階的に、そして徹底的に見直しています。よりスピード感があって、時代に合った体制にしなければならないと思っています」とも述べている。
2019年3月28日、本作の開発状況に関するブログ『開発ブログ 5つ星修練場』が開設。9月27日、日野が開発ブログで発売時期が2020年春に延期したことに伴い、外部の開発会社への委託という開発体制から「よりクオリティーの高いゲームをお届けできるように」と今後は完全に社内での開発に切り替えることが開発ブログで発表された。それにあわせ、タイトルを当初の『イナズマイレブン アレスの天秤』から『イナズマイレブン 英雄たちのグレートロード』に変更することを発表し、『アレスの天秤』のドラマをベースに、過去キャラたちも登場するプラスアルファのエピソードを加えて、新たなタイトルとして作り変えられる予定であることも明かされた。
2020年3月18日、日野が自身のTwitterでエンジンなどの切り替えもあり、開発が難航している状態であることをや4月までには発売時期などの方針を発表することを明かした。4月1日、日野は開発ブログでゲーム開発上の問題で制作が難航し、大幅な遅れが生じたことを謝罪。ネットでの批判的な声も広がったことにより、開発スタッフのモチベーションが低下してしまい、開発中止を考えていたが、応援してくれるファンの存在や個人的にもあきらめきれない気持ちも大きくなり、『妖怪ウォッチ』シリーズの開発で作り上げたエンジンと開発システムを進化させてイナズマイレブンを高いクオリティで完成させる可能性があるという方向で開発の再開を決めたこともブログ上で記されている。この他、ゲーム版新主人公となる「笹波 雲明（ささなみ うんめい）」を発表。円堂・天馬・明日人の各シリーズの3主人公が登場することや、フットボールフロンティア編に最新のキャラクターを加え再構成し、1作目のリメイクの要素も含まれる完全オリジナルストーリーとなる予定であることも発表された。発売時期は2021年になることが発表されたが、2021年4月2日に公開された開発進捗で2023年の発売を目指していることを表明した。
2022年7月21日、日野は開発ブログ上においてタイトルを『イナズマイレブン 英雄たちのヴィクトリーロード』へ再び変更することを発表。タイトル変更の理由として「ストーリーを書いていくうちに登場人物がプレイヤーとして強くはなく、悩みや特訓を経て勝利を目指していく話となり『グレート』ではなく『ヴィクトリー』の方がしっくりくる様になったため」としている。新たなタイトルロゴは、悩める登場人物たちを「くすぶる雲」に比喩し、これから激しいイナズマに変わるかもしれないという、イナズマがまだ生まれる前の「空と雲」をイメージしたデザインとなっているという。ストーリーも当初の過去作のキャラクターと直接つながりのあるパラレルワールドから、完全オリジナルストーリーとなる「雲明編」で制作することへ変更された。この他、前述の「ストーリーモード」に加え、新たに「クロニクルモード」が実装されることも発表された。
2023年11月29日、同日配信の情報番組「LEVEL5 VISION 2023 II」において、本作のベータテスト体験版を2024年3月に配信することを発表。これに伴い、発売時期も2024年へ延期された。
ベータテスト体験版が2024年3月28日にNintendo Switchで、7月18日にPlayStation 4、PlayStation 5、Steamで配信された。
2024年9月24日配信の情報番組「LEVEL5 VISION 2024」において、2025年6月への発売時期変更を発表。
2025年4月11日配信の情報番組「イナズマイレブンV ヒーローズショーケース 2025 発売日&最終スペック発表会」において、発売日が同年8月22日に決定されたこと、プラットフォームにNintendo Switch 2とXbox Series X/S追加、ソフトの提供形態がダウンロード専売となることを発表。それに伴い、スマートフォン(iOS、Android)の開発中止も発表された。
2025年7月19日、ゲームのボリュームが想定以上となり音声収録と多言語翻訳に時間を要することを理由に同年11月14日への発売延期を発表。

## ストーリー
本作は、初代作『イナズマイレブン』から25年後の世界が舞台となる。サッカー好きだがサッカーができない主人公・笹波雲明が指揮官として、他のプレイヤーをスカウトしてチームを作っていく内容となる。物語の舞台は長崎県にある南雲原中となり、これまで主役校として登場した雷門中がラスボスとして登場する。雲からイナズマは生まれるということで雲というキーワードを組み込むことにしたといい、「くすぶる雲が、イナズマを生みだそうと、膨れ上がっていく感じが表現できるといいなと思います」とコメントしている。

## 登場人物
雲明役とハル役の声優は35人に及ぶオーディションから選ばれた。声優のネームバリューには一切頼らず、キャラクターに合っているかどうかのみでキャスティングされている。

### 南雲原中学校

#### メインキャラ
笹波 雲明（ささなみ うんめい）
声 - 小村将
本作の主人公。
それまではサッカーが大好きな少年だったが、7歳の時にある出来事がきっかけで、精神的なトラウマを背負い、サッカーボールを蹴ることができなくなってしまう。
桜咲 丈二（さくらざき じょうじ）
声 - 阿座上洋平
最悪の問題児。
木曽路 兵太（きそじ へいた）
声 - 葉山翔太
陽キャなクラスメイト。
四川堂 我流（しせんどう がりゅう）
声 - 大塚剛央
厳格なる生徒会副会長。
柳生 駿河（やぎゅう するが）
声 - 日野聡
学校の花形である野球部主将。
忍原 来夏（しのはら らいか）
声 - 吉岡茉祐
古道飼 亀雄（こどうかい かめお）
声 - 田村睦心
香澄崎 栄子（かすみさき えいこ）
声 - 早見沙織
千乃 妃花（せんの ひめか）
声 - Lynn
百道 唯奈（ももち ゆいな）
声 - ダコタ
万部 長夢（まんべ おさむ）
声 - くまいもとこ

#### セレクトキャラ
幕下 照（まくした てる）
声 - HIKAKIN
弁天 九郎丸（べんてん くろうまる）
声 - 佐藤ミケーラ倭子
伊勢谷 要（いせや かなめ）
声 - 伊沢拓司（QuizKnock）
頂 挑夢（いただき いどむ）
声 - 伊波ライ（にじさんじ）
雨道 未理科（うどう みりか）
声 - 一条莉々華（hololive DEV_IS）
井馬里 陽愛（いまさと ひまな）
声 - 佐々木舞香（=LOVE）
古手打 七南（こてうち ななみ）
声 - 英リサ（ぷいすぽっ!）
判目 才人（ばんめ さいと）
声 - 周央サンゴ（にじさんじ）
牛島 突五郎（うしじま とつごろう）
声 - マサイ（Fischer’s）
妖士乃 銀郎（あやしの ぎんろう）
声 - 宮田俊哉（Kis-My-Ft2）
濱南 暁海（はまな あきうみ）
声 - 水島大宙
福良 むすび（ふくら むすび）
声 - 折笠富美子
鉄野 ケルビン（てつの ケルビン）
声 - 瀧本富士子
黒原 玲文（くろはら れもん）
声 - 泰勇気
星 美哉（ほし みかな）
声 - 高垣彩陽

### 雷門中学校
円堂 ハル（えんどう ハル）
声 - 木間萌
サッカーの頂点に君臨するサッカーモンスター。初代主人公・円堂守の息子。
月影 蓮（つきかげ れん）
声 - 西村成忠
雷門中サッカー部のキャプテン。
星村 ナオ（ほしむら ナオ）
声 - 諸星すみれ
暖冬屋 哉太（だんとうや かなた）
声 - 堀江瞬
野神 有（のがみ ゆう）
声 - 峯暢也
嵐 大佑（あらし だいすけ）
声 - 加瀬康之
鬼門 悟（きど さとる）
声 - 大町知広
遠野 善弥（とおの ぜんや）
声 - 野島裕史
天宮寺 嶺（てんぐうじ れい）
声 - 阪口周平
赤袖 茉莉（あかそで まつり）
声 - 水瀬いのり
紫雨 雄介（しぐれ ゆうすけ）
声 - 美名
有海崎 玲亜（あみさき れあ）
声 - 戸松遥
雷門中マネージャー。
乙女 仙次郎（おとめ せんじろう）
声 - 宮野真守
雷門中監督。

### 北陽学園
空宮 征（そらみや せい）
声 - 小林沙苗
騎士部 登和（きしべ とわ）
声 - 上田麗奈
品乃 雅士（しなの まさし）
声 - 中村悠一
友部 仁（ともべ じん）
声 - 前野智昭
新狩 瑛斗（しんかり えいと）
声 - 大原崇
保平 歩（ほひら あゆむ）
声 - 代永翼
屯田 万稔（とんだ まんねん）
声 - 小林ゆう
槍崎 由自（やりさき ゆうじ）
声 - 小平有希
城壁道 三瓶（じょうへきどう さんぺい）
声 - 佐藤健輔
矢倉 隆仁（やぐら たかじん）
声 - 疋田高志
陣内 伍兵（じんない ごへい）
声 - 谷口悠
下鶴 改（しもづる あらた）
声 - 鈴村健一
北陽学園監督。

### 帝国学園
不破 アリス（ふわ アリス）
声 - 子安光樹
帝国学園ファーストジェネラル。

### クロニクル
ヴィクトリオ・アルノ
声 - 岡村明香
フェイ・ルーン
声 - 小野賢章
クロスワード・アルノ
声 - 楠見尚己
ワンダバ / クラーク・ワンダバット
声 - 吉野裕行
ミスチー
声 - 市ノ瀬加那

## システム
クロニクルモード
これまでのシリーズに登場した4500人以上の選手を仲間にできる。最初に「クロニクル対戦ルート」に挑み、試合で手に入れた「キズナスター」を星座を象る「プレイヤーズユニバース」にセットすると「キズナ横丁」で選手のスカウトが可能になる。新たなイナズマキャラバン「イナズマV（ヴィクトリー）キャラバン」を拠点に、歴代チームや選手たちと戦える「クロニクル対戦ルート」や選手を仲間にできる「プレイヤーズユニバース」といった機能がある。オンラインプレイ対応で、世界中のチームと試合が可能。

## 主題歌
「笑顔がゴール！」
T-Pistonzによるテーマ曲。作詞は山崎徹と高木真司、作曲は山崎徹とS.KAWAI、編曲はS.KAWAIによる。
T-Pistonzに10曲書いてもらい、日野からの「なんか違う」という指摘を何度か受けながら同曲が完成した。日野によると過去の楽曲たちに絶対に負けるものにはしたくないということから、こだわり抜いたという。
「世界に刻め！イナズママーク」
T-Pistonzによるベータテスト体験版のテーマ曲。作詞・作曲は山崎徹、編曲はS.KAWAIによる。
「炸裂俺らの青い春」
T-Pistonzによるストーリーモードのテーマ曲。
「大・団・円」
クロニクルモードのテーマ曲。T-Pistonzに加えてラップに細田健太が参加。
「ビビルなっ！」
T-Pistonzによる対戦モードのテーマ曲。
「ザ・ヴィクトリーヨ！」
「ガンガンガガン！」
T-Pistonzによる「映画 イナズマイレブン総集編 伝説のキックオフ」のテーマ曲。
「勇者の魂」
T-Pistonzによる「劇場版 イナズマイレブン 新たなる英雄たちの序章」（後述）のテーマ曲。
「道標」
岩﨑ひなのによるエンディングテーマ曲。

## 劇場アニメ
『劇場版 イナズマイレブン 新たなる英雄たちの序章』のタイトルで2024年12月27日より『イナズマイレブン・ザ・ムービー 2025』の1作としてイオンシネマ他にて公開中。同時上映は『映画 イナズマイレブン総集編 伝説のキックオフ』。英雄たちのヴィクトリーロード序章をアニメ化。

### キャスト
- 笹波雲明 - 小村将[44]
- 円堂ハル - 木間萌[44]
- 桜咲丈二 - 阿座上洋平[44]

### スタッフ
- 原作 - レベルファイブ[44]
- 総監督・脚本 - 日野晃博[44]
- アニメーション制作 - MAPPA[44]
- 主題歌 - T-Pistonz「勇者の魂」
- 配給 - イオンエンターテイメント[44]